# Рема
Ре́ма (грец. rhēma — слово, вислів, букв. — сказане ) — компонент актуального членування речення, те, що стверджується або запитується про вихідний пункт повідомлення — тему і створює предикативність, закінчене вираження думки. Ремою може бути будь-який член речення. Розпізнається за головним наголосом, позицією, з контексту шляхом виокремлення (вилучення) зі складу речення тематичних елементів, зумовлених змістом попереднього речення або ситуацією. Це нове в реченні.